# ShelterBox
ShelterBox — международная благотворительная организация, специализирующаяся на помощи при стихийных бедствиях и обеспечивающая временное убежище и важные материалы людям, вынужденным покинуть свой дом.
Основана в 2000 году, по состоянию на 2012 год ShelterBox ответила на примерно 200 природных или техногенных катастроф в 75 странах, поставила помощь для более чем 600 000 человек и обеспечила временное жильё и тепло людям без крова в странах по всему миру. Среди прочего, организация предоставляет помощь семьям, покинувшим жильё из-за войн и других конфликтов, включая Гражданскую войну в Сирии и атаки Боко харам в бассейне озера Чад
Компания выпускает наборы ShelterBox, приспособленные к природе и месту катастрофы. Каждый ShelterBox обычно содержит палатку, которая может выдерживать экстремальные погодные условия, набор для очистки воды, одеяла, инструменты и другие предметы первой необходимости, чтобы помочь семье выжить после катастрофы.
Группы реагирования ShelterBox распространяют коробки, работая в тесном сотрудничестве с местными организациями, международными учреждениями по оказанию помощи и Ротари клубов по всему миру.

## История

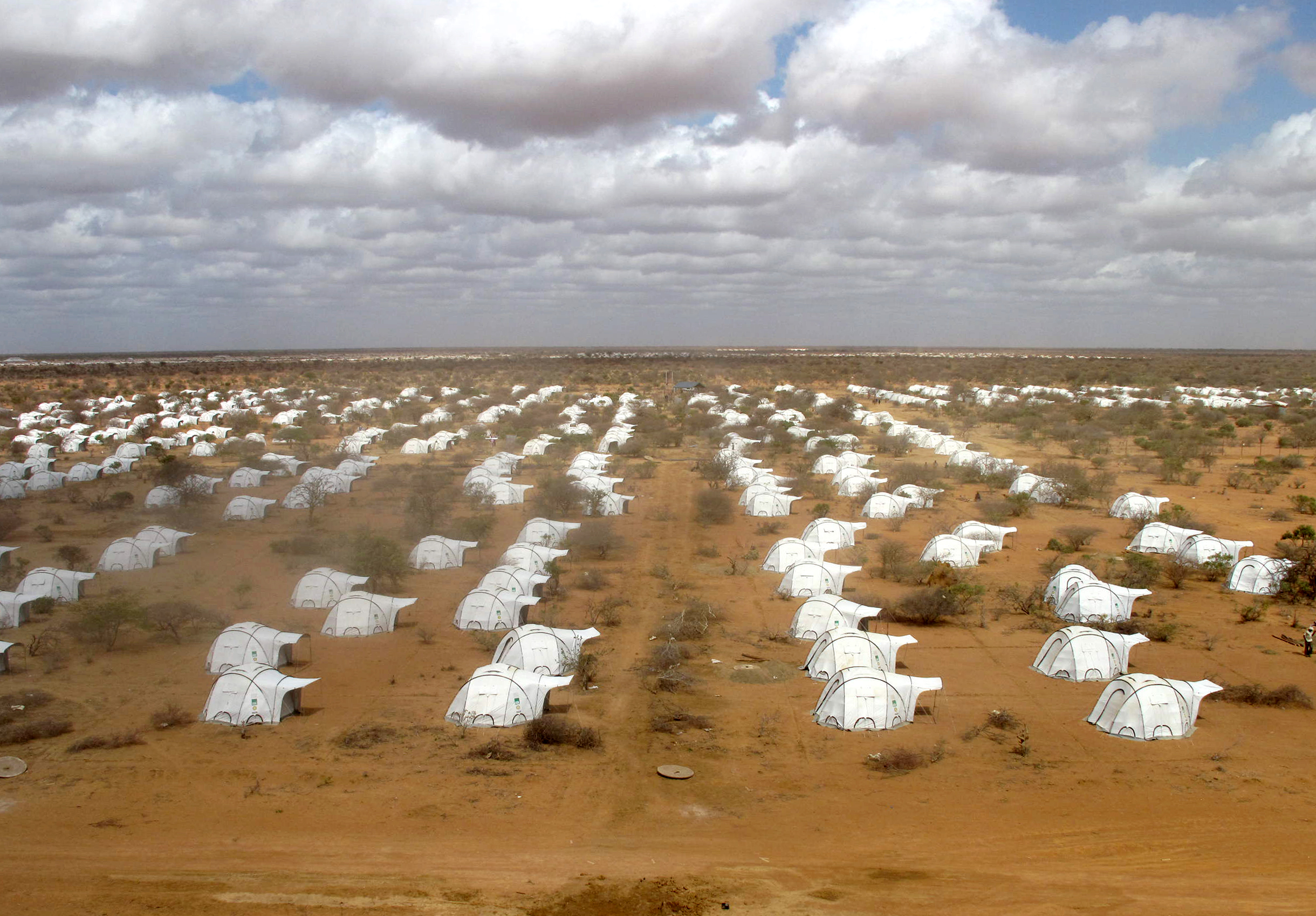
Палаточный лагерь ShelterBox, развернутый в Кении во время засухи и голода в начале 2011 года

ShelterBox была основана Томом Хендерсоном, кавалером Ордена Британской империи, ротарианом и бывшим поисково-спасательной дайвером Королевского флота, в городе Хелстон, Корнуолл.
Он видел, что гуманитарная помощь в большинстве бедствий была в форме продовольствия и медикаментов, и очень мало помощи уделялось безопасному, надежному укрытию, чтобы помочь семьям пережить первые дни, недели и месяцы до того, как они вернутся к нормальной жизни. ShelterBox был создан, чтобы заполнить этот пробел.
Первая партия из 143 ящиков была отправлена пострадавшим от Гуджаратского землетрясения в 2001 году. В течение следующих трёх лет проект созрел, а к концу 2004 года почти 2600 коробок были отправлены после 16 крупных катастроф. Компания значительно расширила свою работу в ответ на Землетрясение в Индийском океане в 2004 году.
В 2010 году австралийские и канадские филиалы ShelterBox отделились от основной организации и образованные новые организации, называющиеся Disaster Aid Australia и Disaster Aid Canada, соответственно. Тем не менее, новые команды в Австралии и Канаде были немедленно введены в действие и работа благотворительной организации в этих странах не зависит от отколовшихся групп.
В настоящее время, ShelterBox имеет филиалы в США, Франции, Канаде, Австралии, Новой Зеландии, Бельгии, Нидерландах, Дании, Норвегии, Люксембурге, Германии, Польше, Швейцарии, Южной Африки, Индонезии и на Филиппинах, а также филиалы, связанные со скаутами.
После Землетрясения в Японии (2011), ShelterBox оказал помощь примерно 1600 семьям в регионе бедствия.
В августе 2012 года Совет директоров ShelterBox уволил Тома Хендерсона с должности генерального директора, заявив, что это было единогласное решение. В феврале 2013 года генеральным директором ShelterBox была назначена Элисон Уоллес, в прошлом директор международного сбора средств на Amnesty International.

## Реагирование на бедствия

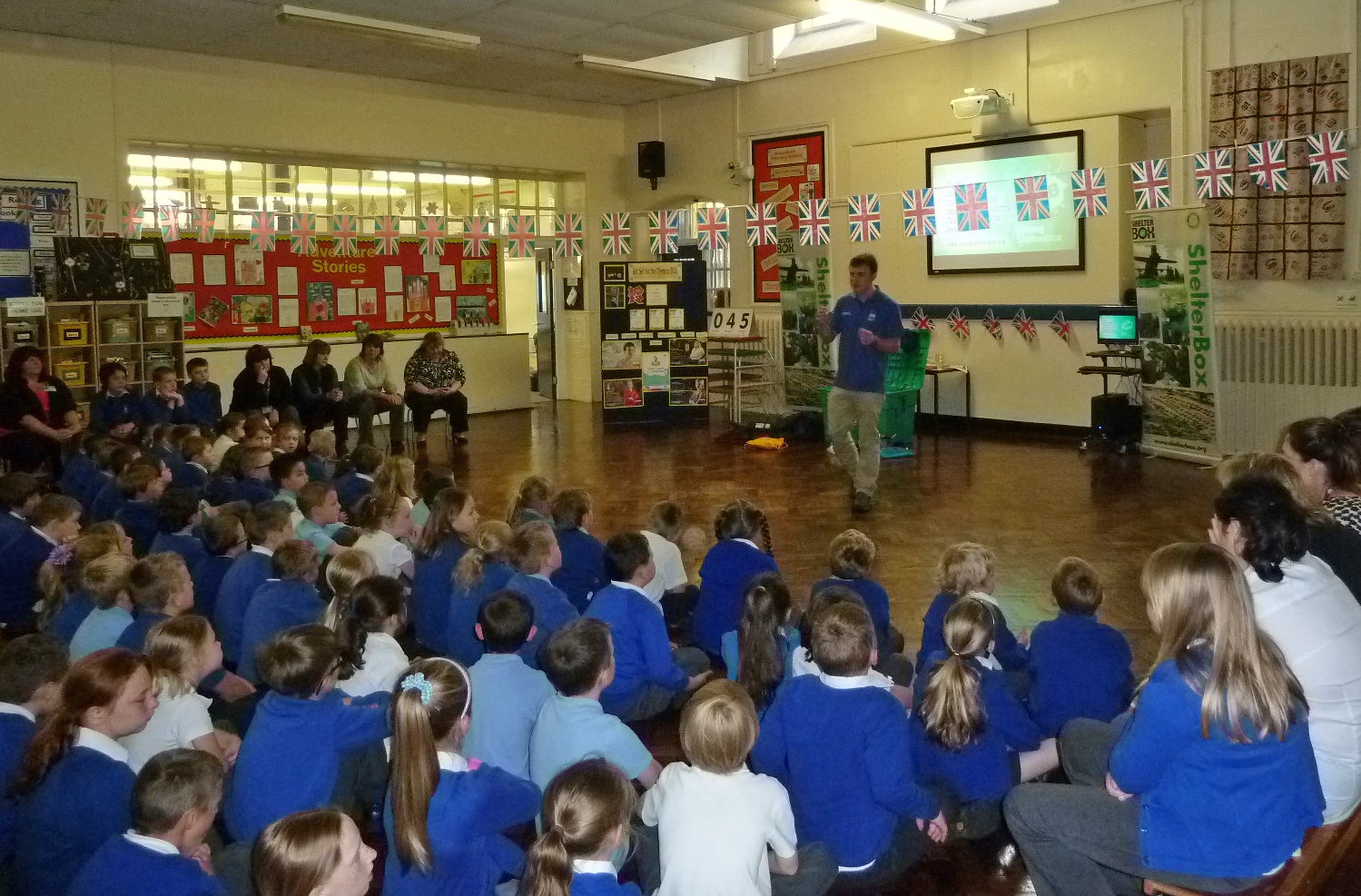
Майк Пирхэм говорит о ShelterBox в начальной школе в Великобритании в рамках Большой недели ShelterBox в 2012 году

ShelterBox имеет систему мониторинга погоды по всему миру и старается предвидеть вероятные масштабы ураганов и циклонов. Кроме того, система оповещения о землетрясениях даёт немедленное уведомление о любой сейсмической активности, что может привести к гуманитарной катастрофе. ShelterBox имеет прочные отношения с международными учреждениями по оказанию помощи и Ротари-клубами по всему миру, которые также передают информацию, когда осознают острую необходимость в убежище.
ShelterBox стремится отправить первую партию коробок в зону бедствия в течение 2-3 дней, всегда пытается добраться до катастрофы как можно быстрее и стремится быть одной из первых организаций на местах.

## Финансирование
ShelterBox полностью полагается на пожертвования, около половины средств поступает непосредственно от общественности Великобритании, остальное от международных филиалов.
ShelterBox также недавно присоединился к сети экспертов, которые могут быть вызваны правительством Великобритании во времена международного кризиса, таких как голод, наводнения и землетрясения. Это позволяет организациям, имеющим опыт в ликвидации последствий стихийных бедствий, получить доступ к финансированию в течение нескольких часов, тем самым достигнув пострадавших люди быстрее и спасти больше жизней. Лучшие организации по всей Великобритании можно мобилизовать в критические первые 72 часа после стихийного бедствия.
Общественные пожертвования продолжают оказывать жизненно важное значение для ShelterBox, новый фонд быстрого реагирования будет активирован только в случае масштабного кризиса.

## Меценаты
В августе 2007 года Её Королевское Высочество Герцогиня Корнуолла Камилла стала Королевским покровителем организации после своего визита.

## Связи с другими организациями

### Ротари Интернэшнл
Ротари Интернэшнл подписала соглашение с ShelterBox в марте 2012, что увеличивает их совместный потенциал по оказанию помощи семьям по всему миру, перемещенныхм в результате стихийного бедствия. Соглашение формализует двенадцатилетнюю связь между этими двумя организациями, укрепляя место ротарианцев в основе деятельности ShelterBox. Это первый случай, когда организация стала официально признанным «Партнером проекта» Ротари Интернешнл.
Ротари клубы по всей Великобритании и Ирландии привлекают около 1,5 миллионов фунтов стерлингов каждый год на благотворительность и некоторые члены клуба являются членами команд реагирования ShelterBox, которые выходят в районы бедствий и обеспечивают практическую помощь нуждающимся.

## Скауты
В мае 2009 года ShelterBox запустили официальное партнерство с Ассоциацией скаутов. Например, группы скаутов вступили в организацию ShelterBox, отреагировав на землетрясение в Италии, а также протесты в восточной Кении в 2008 году. В августе 2011 года на Всемирном слёте скаутов состоявшемся в Ринкаби и Кристианстаде, Швеция, ShelterBox Франция заключила официальное партнерство с скаутами Франции Scouts et Guides de France.